# روبرتو كربولز باينا
روبرتو كربولز باينا (بالإسبانية: Roberto Carballés)‏ مواليد 23 مارس 1993 في تنريفي، هو لاعب كرة مضرب إسباني يلعب باليد اليمنى ويحتل حالياً المرتبة رقم. 106 (29 فبراير 2016) في تصنيف رابطة محترفي كرة المضرب. أعلى تصنيف له في الفردي كان المركز الـ 106 في سنة 2016. أعلى تصنيف له في الزوجي كان المركز الـ 332 في سنة 2016.

## روابط خارجية
- روبرتو كربولز باينا على موقع رابطة محترفي التنس (الإنجليزية)
- روبرتو كربولز باينا على موقع الاتحاد الدولي لكرة المضرب (الإنجليزية)
- روبرتو كربولز باينا على موقع خلاصة التنس.كوم (الإنجليزية)
- روبرتو كربولز باينا على موقع اللجنة الأولمبية الدولية (الإنجليزية)
- روبرتو كربولز باينا على موقع أوليمبيديا (الإنجليزية)